# Porno (novela)
Porno es la quinta novela del escritor escocés Irvine Welsh publicada en 2002 y es la secuela de Trainspotting. El libro describe a Renton, Simon (Sick Boy), Spud y Begbie diez años después de los eventos del primer libro en el momento en que sus deshilachados y catastróficos caminos vuelven a cruzarse para bien o para mal, esta vez con el descarado negocio de la pornografía como trasfondo en lugar de la ruin adicción a la heroína, aunque numerosas drogas, particularmente la cocaína, son mencionadas a través de los diferentes capítulos. Algunos personajes de la novela "Cola" (Glue, 2001) también hacen su aparición.
Esta secuela retoma ideas de la película de 1996. Un ejemplo es el hecho de que "Spud" ha recibido su parte del dinero de las drogas (el cual se muestra en la película), pero solo se alude en el libro. En 2016 Danny Boyle logró reunir a Ewan McGregor, Ewen Bremner, Jonny Lee Miller y Robert Carlyle para la secuela fílmica en una nostálgica película, aunque mucho del argumento del libro no está presente sino más bien es un guion original.

## Estructura
La novela está dividida en tres secciones, cada una de las cuales comprende capítulos con diferentes narradores. Al contrario de Trainspotting que tenía más diversidad narrativa, Porno está reducida a sólo cinco de ellos: Sick Boy, Renton, Spud, Begbie y Nikki. Otra gran diferencia es que cada personaje tiene un título de capítulo personalizado. Los capítulos de Sick Boy comienzan con "Chanchullo #...", los de Renton comienzan con "Putas de Ámsterdam Parte...", los de Spud son narrativos, los de Begbie están en mayúsculas y los de Nikki son frases extraídas del mismo capítulo, por ejemplo "... UNA PELÍCULA DE SIMON DAVID WILLIAMSON". Cada narrador está asociado a un estilo distintivo de prosa. Los capítulos de Renton, Sick Boy y Nikki están escritos en inglés estándar mientras que los de Begbie y Spud están en escocés.

### Sección 1:Stag(Videos Caseros)
Simon 'Sick Boy' Williamson deja el ambiente de los fumadores de crack de Londres y regresa a Leith cuando hereda el pub de su tía. Convencido de que el área está destinada a convertirse en un centro social y cultural, Simon enfoca su energía en subir de estatus el pub. Nikki Fuller-Smith, una universitaria que trabaja medio tiempo en un centro de masajes conoce a Terry Lawson y se interesa por su operación de porno casero. Por su parte, Danny 'Spud' Murphy ha estado asistiendo regularmente a los grupos de ayuda en un intento para deshacerse de su adicción a las drogas; mientras su relación con Alison se va deteriorando, él siente que se ha convertido en una carga para ella, así que considera suicidarse para dejarle el dinero de la póliza de su seguro de vida. Mientras tanto en Ámsterdam, Mark Renton quien co-gerencia un exitoso club nocturno, se encuentra una noche con un DJ de su ciudad natal (Carl Ewart de la novela previa de Welsh: Cola). Cuando Sick Boy conoce la operación clandestina de Terry, ofrece el segundo piso del pub como locación para rodar algunas escenas y durante su primer encuentro, planean filmar una película XXX completa. La primera sección del libro concluye con "OOTSIDE" (A LA CALLE), un capítulo que resalta la salida de la cárcel de Francis Begbie.